# Civitas (Zeitschrift)
Die Civitas, Untertitel Zeitschrift für Gesellschaft und Politik, ist die Verbandszeitschrift des Schweizerischen Studentenvereins (Schw. StV), eines Vereins von farbentragenden Studenten beiderlei Geschlechts und Dachverbands von Studentenverbindungen.
Der Titel erschien erstmals 1945/46 und führte anfangs dabei den Zusatz Monatsschrift des Schweizerischen Studentenvereins. Mit Stand Januar 2023 erscheint Civitas zweimonatlich.
Die Zeitschriftendatenbank führt Monatsschrift / Schweizerischer Studentenverein = Revue / Société des Étudiants Suisses = Rivista / Società degli Studenti Svizzeri (1931–1945) als Vorgänger.